# Deborah James (Journalistin)
Dame Deborah Anne James (* 1. Oktober 1981 in London; † 28. Juni 2022 in Woking, Surrey) war eine britische Lehrerin, Journalistin und Aktivistin für Wohltätigkeit.

## Leben und Werk
Deborah James studierte nach ihrer Schulzeit Wirtschaftswissenschaft an der University of Exeter. Sie war viele Jahre Lehrerin und stellvertretende Schulleiterin an der Salesian School in Chertsey (Surrey), an der sie einst selbst Schülerin war. James unterrichtete mit Spezialisierung auf Informatik und E-Learning. Später wechselte sie zur Matthew Arnold School in Staines-upon-Thames.
Sie war zudem als Journalistin und Kolumnistin für The Sun tätig. Große Bekanntheit erlangte ab März 2018 ihr wöchentlicher Podcast You, Me ans The Big C bei BBC Radio 5 Live, den sie gemeinsam mit Lauren Mahon und Rachael Bland († 2018) moderierte. Darin sprach sie über die Krankheit Krebs sowie auch über Krebsprävention.
Seit 2008 war sie mit Sebastien Bowen verheiratet. Das Paar hatte eine Tochter und einen Sohn. Kennengelernt hatten sich beide in einem Café in Paris.
Im Dezember 2016 erkrankte Deborah James an Darmkrebs. Nach mehreren, langwierigen Behandlungen war sie laut eigener Aussage im Jahr 2020 wieder genesen. Im Juni 2021 erlitt sie ein Rezidiv, zusätzlich wurde auch ein Gallengangskarzinom diagnostiziert. Nach zwei Operationen und einer erneuten Behandlung gab James im April 2022 bekannt, dass ihr Körper auf die Chemotherapie und Medikamente nicht mehr reagiere und sie nur noch palliativmedizinisch behandelt werde. Sie gründete den Bowelbabe-Found, der sich für Krebsforschung einsetzt und nach 48 Stunden bereits drei Millionen Pfund Sterling einnahm.
Als Anerkennung für ihr langjähriges Engagement in der Krebshilfe wurde Deborah James im Mai 2022 von Elisabeth II. zur Dame Commander of the British Empire ernannt und damit in den Adelsstand erhoben.
Deborah James starb am 28. Juni 2022 im Alter von 40 Jahren im Haus ihrer Eltern in Woking in der Grafschaft Surrey. Am 21. Juli 2022 wurde sie unter öffentlicher Anteilnahme in London beigesetzt.
Catherine, Princess of Wales würdigte Deborah James als „inspirierende und unbeirrbar mutige Frau, deren Erbe weiterleben wird“.